# Boulevard du Temple (fotografie)

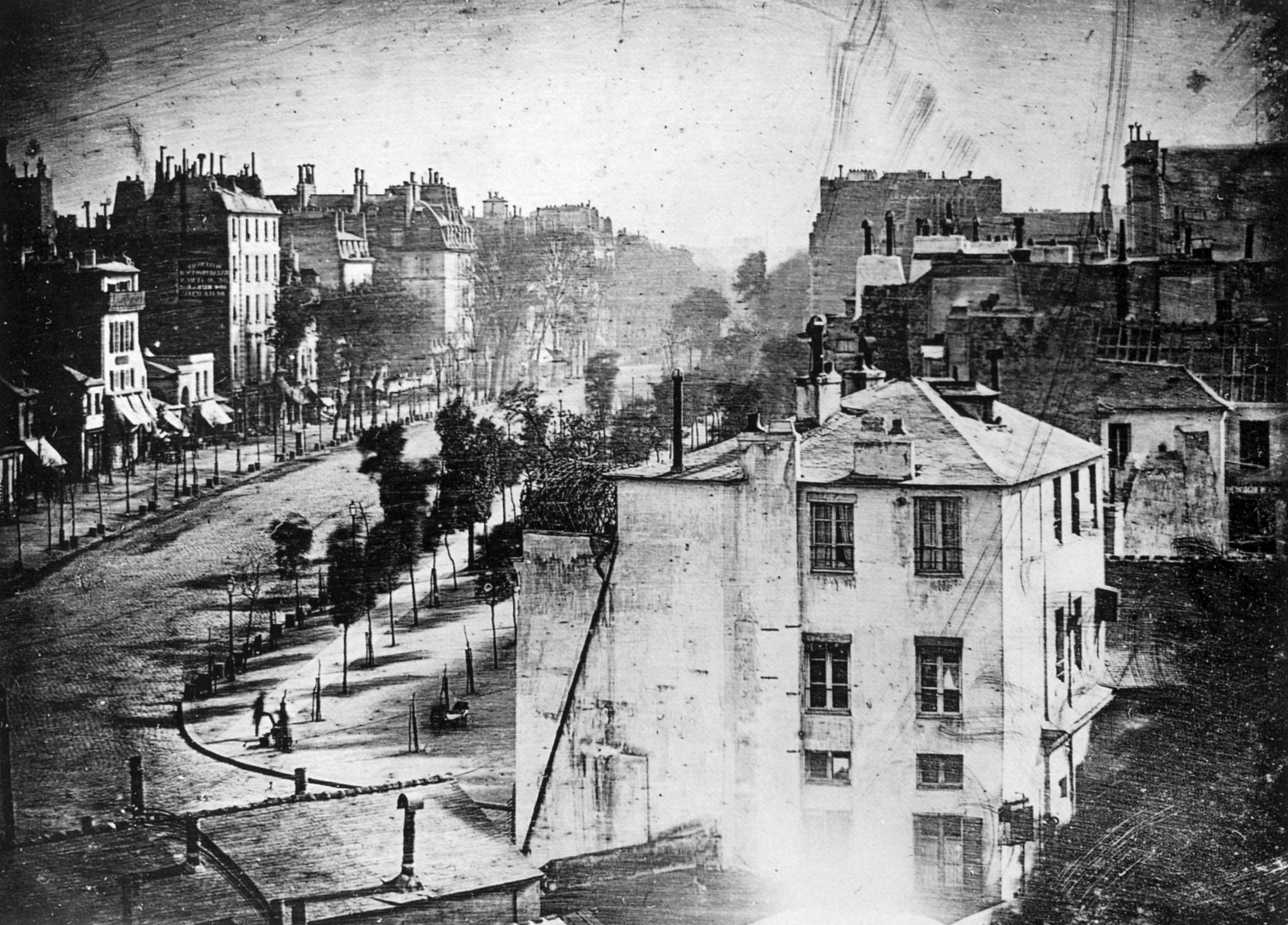
Boulevard du Temple, kterou vyfotografoval Daguerre na konci roku 1838 nebo začátkem 1839 v Paříži, byla první fotografií s člověkem; fotografie zobrazuje rušnou ulici, ale kvůli více než desetiminutové expozici jsou pohybující se objekty rozmazané. Výjimku tvoří muž, který si nechává čistit boty

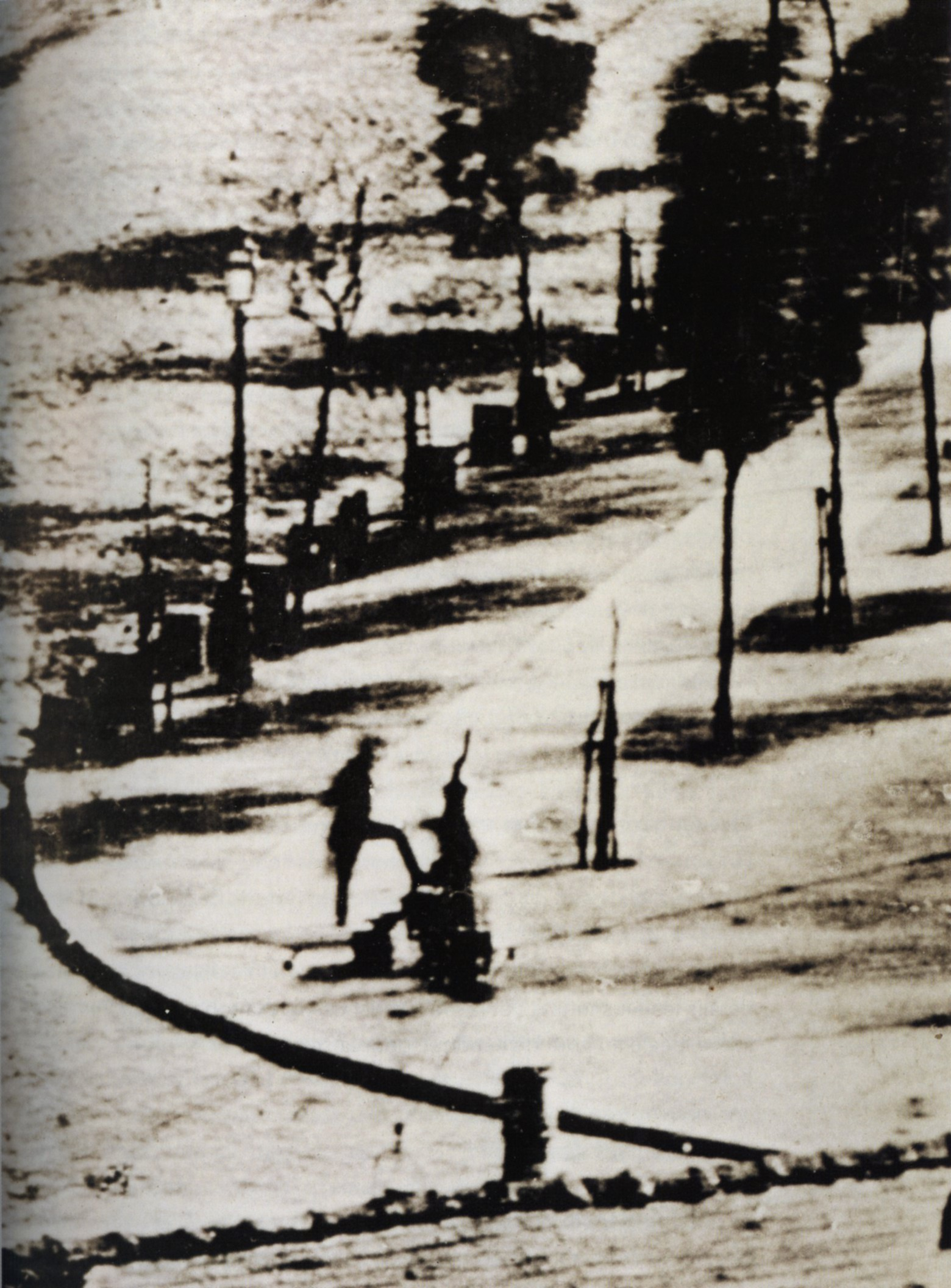
První člověk zachycený na fotografii

Boulevard du Temple je název daguerrotypie francouzského fotografa Louise Daguerra, která vznikla někdy na přelomu let 1838 a 1839 v Paříži a je pojmenována podle stejnojmenné ulice v pařížském 3. obvodu.
Jedná se nejstarší fotografii, na níž je zachycen člověk. Zobrazuje rušnou ulici, ale kvůli více než desetiminutové expozici jsou pohybující se objekty rozmazané. Výjimku tvoří muž, který si nechává čistit boty. Kvůli tehdejší metodě záznamu na měděnou postříbřenou desku se jedná o zrcadlově převrácený obraz.
Daguerre pro snímek použil svůj vlastní proces daguerrotypii, kterou vynalezli společně s Nicéphorem Niépcem po 23 let dlouhém výzkumu.